# Research International
Research International est une société de conseil marketing appartenant au groupe WPP. Initialement : SECED filiale française d'UNILEVER , cette activité a été cédée à Ogilvy,ainsi que toutes les autres sociétés d'études européennes du groupe (via la holding) rachetée par WPP.
L'ensemble des sociétés d'études du Groupe WPP sont désormais rassemblées au sein du Kantar Group.
Le 23 février 2009, le Kantar Group annonce la fusion de Research International et TNS.